# Jacques de La Cour
Jacques de La Cour fut gouverneur de l'île Bourbon du 21 octobre 1699 au 13 mai 1701.

## Biographie
Jacques de La Cour était écuyer et seigneur de la Saulais.
Il est le premier gouverneur de l'île Bourbon a accepté ouvertement une vente d’esclave en 1699, c'est le début de la traite négrière. Il prélève une dîme sur le prix de vente à son compte en plus d'autres impositions. La compagnie des Indes, informée des dysfonctionnements et des abus de pouvoir, ordonne à La Cour de rentrer en France. Il quitte l'île en juillet  1701 mais profite d'une escale aux Indes pour s'évader et ne revenir en France que lorsqu'il sera assuré de l'impunité.